# Dipaculao
Dipaculao ist eine philippinische Stadtgemeinde in der Provinz Aurora. Sie hat 29.736 Einwohner (Zensus 1. August 2015). Im westlichen Teil der Gemeinde erhebt sich die Sierra Madre, in dem sich das Naturschutzgebiet Casecnan Protected Landscape befindet.

## Baranggays
Dipaculao ist politisch unterteilt in 25 Baranggays.
| - Bayabas - Buenavista - Borlongan - Calaocan - Dianed - Diarabasin - Dibutunan - Dimabuno - Dinadiawan - Ditale - Gupa - Ipil - Laboy | - Lipit - Lobbot - Maligaya - Mijares - Mucdol - North Poblacion - Puangi - Salay - Sapangkawayan - South Poblacion - Toytoyan - Diamanen |